# Матюха Ярослава Степанівна
Матю́ха Яросла́ва-Га́нна Степа́нівна (нар. 29 жовтня 1939, Львів) — радянська і українська піаністка, концертмейстерка, заслужена артистка України (1994), професор (1998), завідувачка кафедри концертмейстерства Львівської національної музичної академії імені Миколи Лисенка (1992—2017).

## Життєпис
Навчалася у Львівській спеціалізованій середній музичній школі-інтернат (тепер — Львівський державний музичний ліцей імені С. Крушельницької). Вищу освіту здобула у Львівській державній консерваторії імені М. Лисенка (тепер — Львівська національна музична академія), 1962, клас фортеп'яно проф. І. Крих, клас концертмейстерства В. Дробінської, клас камерного ансамблю А. Котляревського і М. Брандорфа.
З 1960 року — концертмейстер ЛДК імені М. Лисенка.
З 1964 року — викладач кафедри камерної музики та акомпанементу (з 1972 кафедри концертмейстерства). З 1992 по 2017 рр. — завідувачка кафедри концертмейстерства. Її клас закінчило понад 250 студентів, серед яких: Л. Буторіна-Ківа, Н. Бабинець, І. Дуркот, О. Юрченко, М. Русак, М. Липецька, О. Ніколаєнкова, О. Дражниця, О. Старко, Т. Олач, Т. Дранчук, Т. Глушко.
Виступала зі співаками: сестрами Марією, Ніною і Даниїлою Байко, М. Процев'ят, К. Маслій, К. Чернет, О. Линишин, Л. Кострубою.
Перша виконавиця солоспівів М. Колесси, С. Людкевича, В. Барвінського, Р. Сімовича, А. Кос-Анатольського, П. Майбороди, О. Білаша, Д. Задора, Б. Фільц, Ю. Ланюка. Гастролювала в США, Вірменії, Азербайджані, Росії, Польщі, а також країнах Балтії.
1994 — заслужена артистка України. 2003 — Почесна відзнака «За багаторічну плідну працю в галузі культури».
Навчально-методичні праці з питань концертмейстерства
1. «Вивчення вокальних циклів М.Колесси в концертмейстерському класі» (Київ, 1990);
2. «Концертмейстерська практика в класі хорового диригування» (Львів, 1991);
3. «Солоспіви Станіслава Людкевича в концертмейстерському класі» (Київ, 1997) та ін.[4]

Упорядкування, музичні редакції
1. Антологія лемківської пісні / упор. М. Байко, муз. ред. Я. Матюха. Львів: Афіша, 2005. 495 с.
2. Солоспіви Дениса Січинського та Ярослава Лопатинського з репертуару Катерини Маслій / муз. ред. Я. Матюха. Рівне: ППДМ, 2013. 88 с.
3. Солоспіви галицьких композиторів / муз. ред. Ярослава Матюха. Рівне: ППДМ, 2014. 168 с.
4. Солоспіви Анатолія Кос-Анатольського з репертуару Лілії Коструби: для високого голосу і фортепіано / муз. ред. Я. Матюха. Львів: Галицька видавнича спілка, 2009. 72 с.
5. Мелодії душі. Солоспіви Анатолія Кос-Анатольського / муз. ред. Я. Матюха. Львів: Сполом, 2011. Вип. 2. 172 с.[5]

Список платівок, дисків
1. Співають сестри Байко. Українська музика. Партія фортепіано — Ярослава Матюха. Всесоюзна фірма грамплатівок «Мелодія», 1982; стерео С30–17381-82.
2. Співає Марія Байко. Пісні Франкового краю. Супровід — фортепіанне тріо: Я. Матюха (фортепіано), Б. Бонковський (скрипка), А. Білинський (віолончель). Всесоюзна фірма грамплатівок «Мелодія», 1983; стерео С30–20315-002. 3. Марія Байко. Українські романси. «О, не забудь». Партія фортепіано — Ярослава Матюха. Всесоюзна фірма грамплатівок «Мелодія», 1989; стерео С10–290041-003.
3. Співають сестри Байко. Партія фортепіано — Ярослава Матюха. Диск: 2003. Гал рекордс. Зроблено в Україні.
4. Солоспіви галицьких композиторів XIX — поч. XX ст. Виконавці: Марія Байко — сопрано; Ярослава Матюха — фортепіано; Фелікс Гольдберг — скрипка. Диск: 416707314161 L1.
5. Вокальний цикл «Срібні струни» на вірші Олександра Олеся. Виконують: Марія Байко — спів, Ярослава Матюха — фортепіано. Твори композитора Богдани Фільц. «Любимо землю свою». Диск: 2004 НРКУ. К 605104 АЩ.[5]

Статті, матеріали про Я. С. Матюху
1. Молчанова Т. О. Мистецтво бути «другою» (творчий портрет українського концертмейстера, заслуженої артистки України Я. Матюхи). Львів: Сполом, 2009. 172 с.
2. Молчанова Т. О. Матюха Ярослава-Ганна Степанівна. Галицька концертмейстерська школа: енциклопедичний довідник. Львів: Сполом, 2014. С. 108—109.
3. Молчанова Т. О. «Свята до музики любов» (до 70-річчя від дня народження заслуженої артистки України Ярослави Матюхи). Митці Львівщини: Календар знаменних і пам'ятних дат на 2009 рік / ред. О. Букавіна. Львів: ЛОУНБ, 2009. С. 85–90.
4. Молчанова Т. О. «Vivat, Славо!» (про заслужену артистку України, професора Ярославу Матюху). Дзвін. 2007. № 9. С. 99–105.
5. Молчанова Т. О. «Озветься музика в душі і в серці…». Українська музика. 2020/2 № 36 С. 99—105.[5]